# محمد المحارمة
محمد أحمد المحارمة (23 مارس 1986- )،لاعب كرة قدم أردني ولد في عمان بالأردن. يلعب في خط الوسط في نادي الوحدات الأردني وفي منتخب الأردن لكرة القدم. لعب مع نادي سحاب الأردني وساعده بتحقيق انتصارات عديدة.